# Polycentropus djaman
Polycentropus djaman là một loài Trichoptera trong họ Polycentropodidae. Chúng phân bố ở miền Cổ bắc.